# Рамилиес (линеен кораб, 1916)
Рамилиес (на английски: HMS Ramillies) е британски линеен кораб – последният в серията от пет британски линкора тип „Ривендж“. Кръстен е в чест на Битката при Рамили. Кораба е известен с това, че служи по време на двете световни войни. Независимо от своята възраст, линкора води активни бойни действия в течение на Втората световна война: участвайки в ескортирането на конвои, в потопяването на линкора „Бисмарк“ и поддържа съюзническите войски с огъня на оръдията на ГК, бомбардирайки вражеските позиции в Нормандия.

## Край на кариерата
„Рамилиес“ е изпратен в резерва на 31 януари 1945 г. в Портсмът и се използва като жилищен блокшив. От 1945 до 1946 г. Джон Еджертън Брум е капитан на линкора. „Рамилиес“ е отписан от флота през 1946 г. и е продаден за разкомплектоване за метал през 1949 г. Едно от 15-дюймовите му (381-милиметрово) оръдия е съхранено и се експонира в Имперския военен музей в Лондон. Корабната камбана се съхранява във Военноморското резервно подразделение в Хамилтън (Онтарио, Канада).